# Djati (príncep)
Djati (ḏ3ty), també anomenat per l'egiptologia Djati I, va ser un príncep egipci de la IV Dinastia. Va ser també supervisor d'una expedició reial.
| U28 | t | A | i | i |

| U28 | t | A | i | i |

Djati era fill de la reina Meresankh II, filla del rei Khufu. Les germanes de Djati eren Nefertkau III i Nebti-tepites.
Com que Djati tenia el títol de Fill del Rei del seu cos, se suposa que era fill d'un faraó. Se sap que Meresankh II es va casar amb un rei després de la mort del seu primer marit Horbaef. Aquest rei, doncs, seria el pare de Djati, i els candidats només poden ser Djedefre o Khafre. D'altra banda, també seria possible que Djati tingués el títol perquè era net de Khufu.
Djati estava casat i va tenir un fill anomenat també Djati (Djati II), tot i que no es desacarta que n'hagués tingut més d'un.
Quan va morir, Djati va ser enterrat a la tomba anomenada G 7810. Es tracta d’una mastaba situada al camp oriental de la necròpolis de Guiza. A la tomba hi ha representats la seva dona i el seu fill; aquí Djati II hi és descrit com el fill gran de Djati I.